# Saïd Aouita
Saïd Aouita (arabsko سعيد_عويطة), maroški atlet, * 2. november 1959, Kenitra, Maroko.
Aouita je nastopil na poletnih olimpijskih igrah v letih 1984 v Los Angelesu in 1988 v Seulu. Leta 1984 je osvojil naslov olimpijskega prvaka na 5000 m, leta 1988 pa je bil bronast na 800 m. Na svetovnih prvenstvih je osvojil naslov prvaka leta 1987 na 5000 m in bron leta 1983 na 1500 m, na svetovnih dvoranskih prvenstvih pa naslov prvaka leta 1989 na 3000 m. Tekmoval je tudi na sredozemskih igrah, kjer je leta 1983 zmagal na 800 in 1500 m, leta 1987 pa na 1500 in 5000 m, na 3000 m z zaprekami pa je bil srebrn. V treh različnih disciplinah je postavil štiri svetovne rekorde. 23. avgusta 1985 je postavil svetovni rekord v teku na 1500 m s časom 3:29,46, veljal je do septembra 1992, ko ga je izboljšal Noureddine Morceli. 20. avgusta 1989 je postavil svetovni rekord v teku na 3000 m s časom 7:29,45, veljal je do avgusta 1992, ko ga je izboljšal Moses Kiptanui. 22. julija 1985 je postavil svetovni rekord v teku na 5000 m s časom 13:00,40, 27. julija 1987 ga je še izboljšal na 12:58,39, veljal pa je do junija 1994, ko ga je prevzel Haile Gebrselassie.